# Tosca
Tosca este o operă în trei acte de Giacomo Puccini, al cărei libret a fost scris de Luigi Illica și Giuseppe Giacosa, după piesa de teatru La Tosca din anul 1887 a dramaturgului Victorien Sardou.
Premiera operei a avut loc pe 14 ianuarie 1900, la Teatro Costanzi din Roma.

## Istoric
Piesa originală scrisă de Victorien Sardou a fost produsă în 1887 la Paris și văzută de Giacomo Puccini în Milano, în 1887, cu Tosca jucată de Sarah Bernhardt. Puccini a cerut editorului său, Giulio Ricordi, să cumpere imediat drepturile de la Sardou, dar acestea au fost cumpărate abia în 1893 pentru a fi date unui alt compozitor, Alberto Franchetti. Illica a scris libretul său și în octombrie 1894 Franchetti, Ricordi, Illica și Giuseppe Verdi s-au întâlnit cu Sardou să-i prezinte libretul. Verdi a fost fascinat de această tragedie, dar a refuzat să compună muzica acestei tragedii dacă Sardou nu schimbă finalul.
După câteva luni, Franchetti a admis în cele din urmă că nu poate compune muzică pentru libretul inspirat de piesă, așa că Giulio Ricordi i-a cerut lui Puccini să compună. Puccini se simțea încă ofensat și doar intervenția lui Verdi l-a convins să accepte. A început să lucreze la piesă în 1896, după ce a terminat Boema; Ricordi l-a pus pe Giusseppe Giacosa să lucreze cu Luigi Illica pentru libret, însă munca lui Giacosa nu l-a mulțumit pe Ricordi, iar Giacosa a avut mai multe dispute personale cu Sardou. Și Puccini a avut mai multe dispute cu Illica, Giacosa și Ricordi la un loc. Ei au propus un „Latin hymn” triumfal pentru Actul III, dar Puccini i-a convins în cele din urmă să-l reducă la cele optsprezece măsuri din Trionfal... di nuova speme.
În octombrie 1899, după trei ani de colaborare dificilă, opera era gata. Fiindcă era o poveste despre Roma, s-a decis ca premiera să fie în cetatea eternă, la Teatrul Constanzi. O curiozitate notabilă a plutit în jurul acestei opere a cărei pregătire a fost atât de lungă și problematică. Tosca a fost soprana română Hariclea Darclée, Cavaradossi a fost tenorul Emilio De Marchi iar Scarpia a fost baritonul Eugenio Giraldoni. Dirijorul a fost Leopoldo Mugnone. În public s-au aflat și Regina Margherita, prim-ministrul Pelloux și mulți compozitori, printre care Pietro Mascagni, Francesco Cilea, Franchetti și Sgambati.
Succesul a fost răsunător, chiar dacă diferența dintre atmosfera din Tosca și Boema a fost una surprinzătoare.
Tosca a apărut pe locul 8 în lista celor mai jucate 20 de opere din America de Nord, într-un clasament realizat de  Opera America .

## Personaje
| Distribuția                                                    | Tip de voce | Premiera din 14 ianuarie 1900 (dirijor, Leopoldo Mugnone) |
| -------------------------------------------------------------- | ----------- | --------------------------------------------------------- |
| Floria Tosca, o cântăreață celebră                             | soprană     | Hariclea Darclée                                          |
| Mario Cavaradossi, un pictor                                   | tenor       | Emilio de Marchi                                          |
| Baron Scarpia, șeful poliției                                  | bariton     | Eugenio Giraldoni                                         |
| Cesare Angelotti, fostul consul al Republicii Romane           | bas         | Ruggero Galli                                             |
| Un sacristan                                                   | bas         | Ettore Borelli                                            |
| Spoletta, un agent de poliție                                  | tenor       | Enrico Giordano                                           |
| Sciarrone, un jandarm                                          | bas         | Aristide Parassani                                        |
| Un gardian                                                     | bas         |                                                           |
| Un băiat de cioban                                             | alto        | Angelo Righi                                              |
| Soldați, agenți de poliție, nobili și femei, orășeni, artizani |             |                                                           |

## Povestea

### Actul I
Cesare Angelotti, fostul Consul al Republicii Romane, evadat din închisoarea „Sant’Angello”, se ascunde în biserica „Sant'Andrea della Valle” din Roma, într-o capelă a Marchizei Attavanti. Sacristanul intră în biserică pentru a curăța, urmat de pictorul Mario Cavaradossi, care lucrează la o frescă reprezentând-o pe Maria Magdalena. Sacristanul este surprins de asemănarea dintre imaginea pictată și o fizionomie pe care o văzuse de curând. Când pictorul ramâne singur, Angelotti iese din ascunzătoare și recunoscând în Cavaradossi pe vechiul său prieten, îi cere sprijinul. Pictorul promite că-l va ajuta să fugă de Baronul Scarpia, care îl urmărea. Se aude vocea Floriei Tosca, iubita lui Mario, și Angelotti este nevoit din nou să se ascundă. Cu toate iscodirile acesteia, crezând că este înșelată de Mario, acesta nu-și trădează prietenul. Floria recunoaște asemănarea picturii cu Marchiza Attavanti și îsi manifestă gelozia. După plecarea ei, Angelotti reapare și își discută planul de fugă cu Mario, îmbrăcat în haine femeiești lăsate de Marchiză. O bubuitură de tun anunță descoperirea fugii lui Angelotti, cei doi grăbindu-se afară din biserică. Sacristanul se întoarce cu un grup de coriști pentru a celebra presupusa înfrângere a lui Napoleon la Marengo, dar sunt întrerupți de apariția lui Scarpia și a ajutorului său, Spoletta. Își face apariția și Tosca, Scarpia făcând-o să creadă că pictorul se întâlnise cu Marchiza Attavanti.

### Actul II
Scarpia așteaptă cu nerăbdare întoarcerea agenților sai. Prin fereastra apartamentului aude muzica serbării de la Palatul Farnese. Spoletta îi raportează că, deși au urmarit-o pe Tosca și au perchiziționat vila lui Cavaradossi, agenții de poliție nu au reușit să-l gasească pe Angelotti; de aceea l-au arestat pe Cavaradossi. Cu toate torturile la care este supus, Mario nu furnizează nici un amănunt. Tosca refuză și ea să răspundă întrebărilor lui Scarpia dar, auzind chinurile iubitului ei, cedează și dezvăluie locul unde s-a ascuns Angelotti. Este anunțată vestea victoriei lui Napoleon la Marengo. Scarpia ordonă încarcerarea lui Cavaradossi, care urmează să fie executat în zorii zilei pentru trădare. În zadar Tosca se roagă; Scarpia nu-l va ierta pe Mario decât în schimbul favorurilor ei. Tosca acceptă dupa ce obține o execuție simulată pentru iubitul ei și un permis de părăsire a Romei. În momentul în care Scarpia vrea s-o îmbrățișeze, Tosca îl ucide.

### Actul III
În zorii zilei, pe o terasă a castelului „Sant'Angello”, Mario își așteaptă execuția. Cu emoție, într-o ultimă scrisoare, evocă chipul iubitei sale. Aceasta sosește fericită că i-a obținut iertarea, după o execuție simulată. Vestea morții lui Scarpia îl face pe Mario să pășească fără teamă în fața plutonului de execuție, cu gândul că va putea pleca împreună cu persoana iubită. Plutonul îl ucide însa pe Mario, iar Tosca, disperată, se aruncă de pe platforma castelului, în abis.

## Galerie de imagini

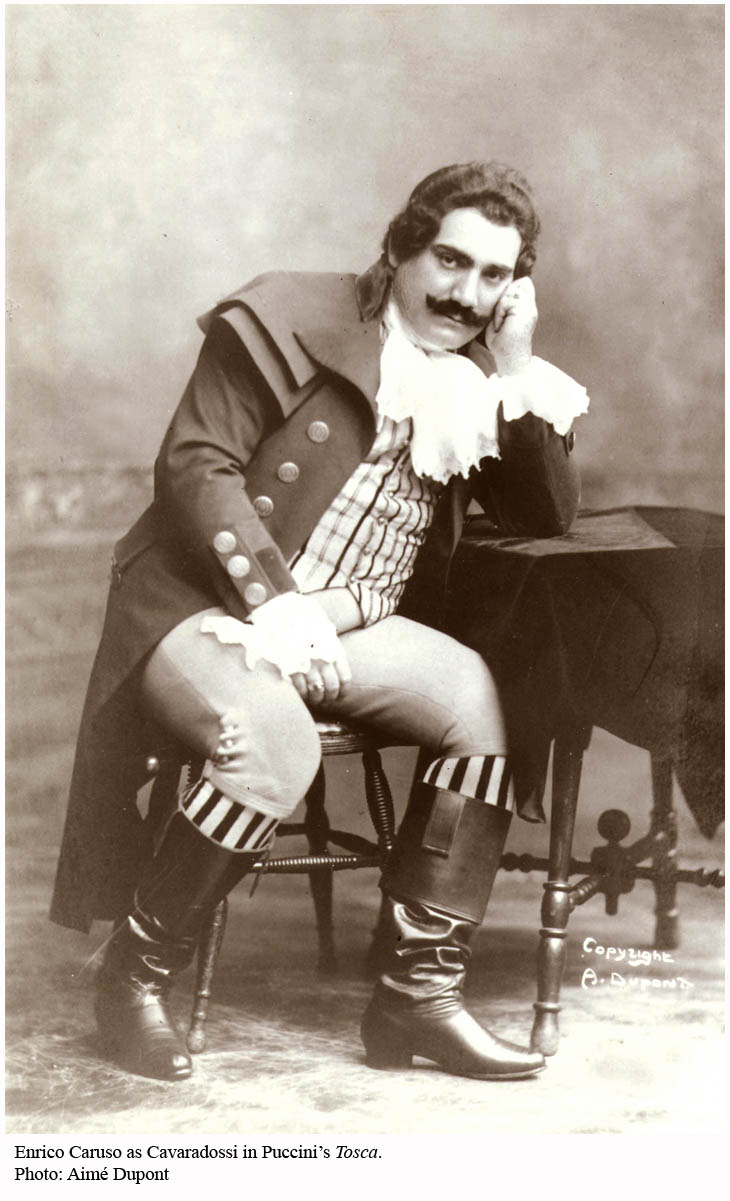
Enrico Caruso în rolul Cavaradossi (circa 1902 / 1908)
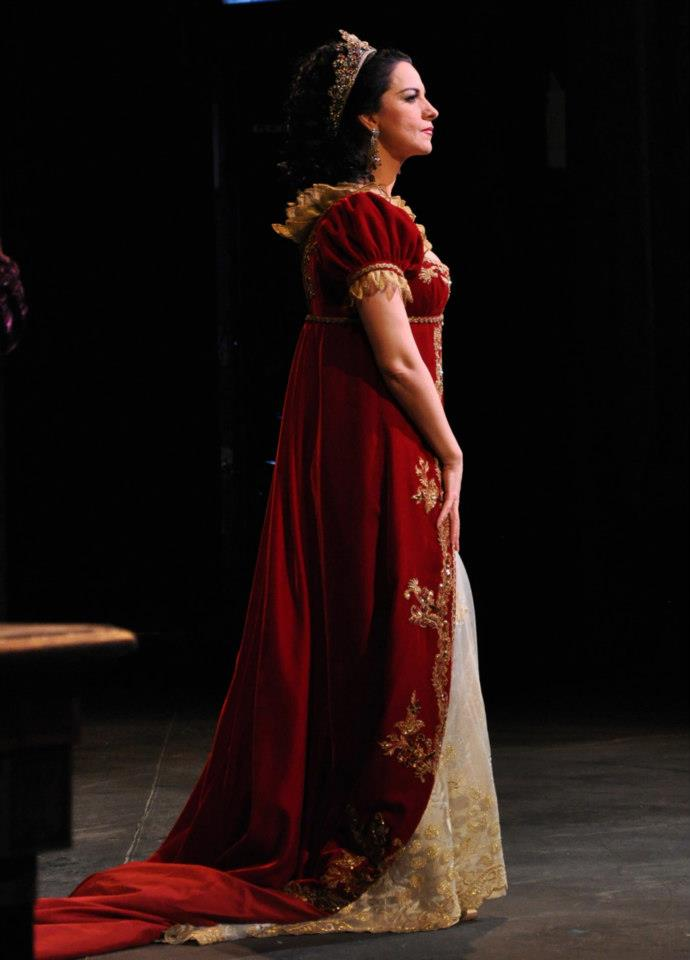
Angela Gheorghiu în rolul Floriei Tosca la Opera din San Francisco, noiembrie 2012.